# Daltonia marginata
Daltonia marginata är en bladmossart som beskrevs av Griffith 1843 [1842. Daltonia marginata ingår i släktet Daltonia och familjen Daltoniaceae. Inga underarter finns listade i Catalogue of Life.